# Vrpolje (miasto Knin)
Vrpolje – wieś w Chorwacji, w żupanii szybenicko-knińskiej, w mieście Knin. W 2011 roku liczyła 213 mieszkańców.